# ジョン・ピアース
ジョン・ピアース（John Peers、1988年7月25日 - ）は、オーストラリアの男子プロテニス選手。メルボルン出身で同地に在住。
ダブルスで12勝を挙げている。自己最高ランキングはシングルス456位、ダブルス2位。身長188cm、体重84kg。右利き、バックハンド・ストロークは両手打ち。2016年ATPワールドツアー・ファイナル男子ダブルス、2017年全豪オープン男子ダブルス優勝。

## 来歴
2015年はジェイミー・マリーと組んでウィンブルドン選手権、全米オープンで準優勝。
2016年はヘンリ・コンティネンと組み、上海マスターズで準優勝、BNPパリバ・マスターズでは決勝で世界ランク1,2位のエルベール/マユを破り優勝。ATPワールドツアー・ファイナルでもラウンドロビンを全勝で通過し、準決勝でブライアン兄弟を、決勝でクラーセン/ラム組を破って優勝を果たし、ダブルスの世界ランキングで個人8位、チーム4位で2016年を終えた。
2017年全豪オープン男子ダブルスでは同じくコンティネンと組み決勝進出。決勝でブライアン兄弟に7-5, 7-5で勝利し、グランドスラム男子ダブルス初優勝を果たす。

## グランドスラム優勝

### 男子ダブルス: 1
| 結果 | 年   | 大会         | サーフェス | パートナー           | 相手l                               | スコア   |
| 優勝 | 2017 | 全豪オープン | ハード     | ヘンリ・コンティネン | ボブ・ブライアン マイク・ブライアン | 7-5, 7–5 |

## ATPツアー決勝進出結果

### ダブルス: 20回 (11勝9敗)
| 結果   | No. | 決勝日         | 大会                   | サーフェス    | パートナー           | 対戦相手                                            | スコア                 |
| ------ | --- | -------------- | ---------------------- | ------------- | -------------------- | --------------------------------------------------- | ---------------------- |
| 優勝   | 1.  | 2013年4月13日  | ヒューストン           | クレー        | ジェイミー・マリー   | ボブ・ブライアン マイク・ブライアン                 | 1–6, 7–6(7–3), [12–10] |
| 優勝   | 2.  | 2013年7月28日  | グシュタード           | クレー        | ジェイミー・マリー   | パブロ・アンドゥハール ギリェルモ・ガルシア＝ロペス | 6–3, 6–4               |
| 優勝   | 3.  | 2013年9月30日  | バンコク               | ハード (室内) | ジェイミー・マリー   | トマシュ・ベドナレク ヨハン・ブルンストロム         | 6-3, 3-6, [10-6]       |
| 準優勝 | 1.  | 2013年10月6日  | 東京                   | ハード        | ジェイミー・マリー   | エドゥアール・ロジェ＝バセラン ロハン・ボパンナ     | 6–7(7), 4–6            |
| 優勝   | 4.  | 2014年5月4日   | ミュンヘン             | クレー        | ジェイミー・マリー   | コリン・フレミング ロス・ハッチンス                 | 6–4, 6–2               |
| 準優勝 | 2.  | 2014年6月16日  | ロンドン               | 芝            | ジェイミー・マリー   | アレクサンダー・ペヤ ブルーノ・ソアレス             | 6–4, 6–7(4), [4–10]    |
| 準優勝 | 3.  | 2014年8月23日  | ウィンストン・セーラム | ハード        | ジェイミー・マリー   | フアン・セバスティアン・カバル ロベルト・ファラ     | 3–6, 4–6               |
| 準優勝 | 4.  | 2014年9月27日  | クアラルンプール       | ハード (室内) | ジェイミー・マリー   | マルチン・マトコフスキ リーンダー・パエス           | 6–3, 6–7(5), [5–10]    |
| 優勝   | 5.  | 2015年1月11日  | ブリスベン国際         | ハード        | ジェイミー・マリー   | 錦織圭 アレクサンドル・ドルゴポロフ                 | 6–3, 7–6(7–4)          |
| 準優勝 | 5.  | 2015年2月15日  | ロッテルダム           | ハード (室内) | ジェイミー・マリー   | ホリア・テカウ ジャン＝ジュリアン・ロジェ           | 6–3, 3–6, [8–10]       |
| 準優勝 | 6.  | 2015年4月26日  | バルセロナ             | クレー        | ジェイミー・マリー   | マリン・ドラガニャ ヘンリ・コンティネン             | 3–6, 7–6(8–6), [9–11]  |
| 準優勝 | 7.  | 2015年7月11日  | ウィンブルドン         | 芝            | ジェイミー・マリー   | ホリア・テカウ ジャン＝ジュリアン・ロジェ           | 6-7(5), 4-6, 4-6       |
| 優勝   | 6.  | 2015年8月2日   | ハンブルク             | クレー        | ジェイミー・マリー   | フアン・セバスティアン・カバル ロベルト・ファラ     | 2–6, 6–3, [10–8]       |
| 準優勝 | 8.  | 2015年9月13日  | 全米オープン           | ハード        | ジェイミー・マリー   | ニコラ・マユ ピエール＝ユーグ・エルベール           | 4–6, 4–6               |
| 優勝   | 7.  | 2016年1月10日  | ブリスベン国際         | ハード        | ヘンリ・コンティネン | ジェームズ・ダックワース クリス・グッチョーネ       | 7-6(7-4), 6-1          |
| 優勝   | 8.  | 2016年5月1日   | ミュンヘン             | クレー        | ヘンリ・コンティネン | フアン・セバスティアン・カバル ロベルト・ファラ     | 6–3, 3–6, [10–7]       |
| 優勝   | 9.  | 2016年7月17日  | ハンブルク             | クレー        | ヘンリ・コンティネン | ダニエル・ネスター アイサム＝ウル＝ハク・クレシ     | 7–5, 6–3]              |
| 準優勝 | 9.  | 2016年10月16日 | 上海                   | ハード        | ヘンリ・コンティネン | ジャック・ソック ジョン・イズナー                   | 4–6, 4–6               |
| 優勝   | 10. | 2016年11月6日  | パリ                   | ハード(室内)  | ヘンリ・コンティネン | ピエール＝ユーグ・エルベール ニコラ・マユ           | 6–4, 3–6, [10–6]       |
| 優勝   | 11. | 2016年11月20日 | ロンドン               | ハード(室内)  | ヘンリ・コンティネン | レイベン・クラーセン ラジーブ・ラム                 | 6–4, 3–6, [10–6]       |
| 優勝   | 12. | 2017年1月28日  | 全豪オープン           | ハード        | ヘンリ・コンティネン | ボブ・ブライアン マイク・ブライアン                 | 7-5, 7-5               |